# Dobutamin
{{Drugbox-lat
| verifiedrevid = 459442789
| IUPAC_name = (RS)-4-(2-{[4-(4-hidroksifenil)butan-2-il]amino}etil)benzen-1,2-diol
| image = Dobutamine skeletal.svg
| width =
| image2 =
| width2 =
| drug_name = Dobutamin
| tradename =  
| Drugs.com = Monografija
| MedlinePlus = a682861
| pregnancy_category = B
| legal_status = Rx-only  
| routes_of_administration = Intravenozno
| bioavailability =  
| protein_bound =  
| metabolism =  
| elimination_half-life = 2 minuta
| CAS_number_Ref =  
| CAS_number = 34368-04-2
| ATC_prefix = C01
| ATC_suffix = CA07
| ATC_supplemental =  
| PubChem = 36811
| IUPHAR_ligand = 535
| DrugBank_Ref =  
```
| DrugBank = DB00841
```

| ChemSpiderID_Ref =  
| ChemSpiderID = 33786
| UNII_Ref =  
| UNII = 0WR771DJXV
| KEGG_Ref =  
| KEGG = D03879
| ChEBI_Ref =  
| ChEBI = 4670
| ChEMBL_Ref =  
| ChEMBL = 926
| C=18 | H=23 | N=1 | O=3 
| molecular_weight = 301,38 g/mol
| smiles = Oc1ccc(cc1O)CCNC(C)CCc2ccc(O)cc2
| StdInChI_Ref =  
| StdInChI = 1S/C18H23NO3/c1-13(2-3-14-4-7-16(20)8-5-14)19-11-10-15-6-9-17(21)18(22)12-15/h4-9,12-13,19-22H,2-3,10-11H2,1H3
| StdInChIKey_Ref =  
| StdInChIKey = JRWZLRBJNMZMFE-UHFFFAOYSA-N
| synonyms = Dobutrex, Inotrex
}}
Dobutamin je simpatomimetik koji se koristi u tretmanu zatajenja srca i kardiogenog šoka. Njegov primarni mehanizam je direktna stimulacija β1 receptora simpatičkog nervnog sistema. Ilaj Lili end kompani je razvila dobutamin. On je strukturni analog izoprenalina.

## Hemija
On se može sintetisati reakcijom 2-(3,4-dimetoksifenil)etanamina i 1-(4-metoksifenil)-3-butanona, gde se simultanom redukcijom formira imin. Metoksilna zaštitna grupa ovog intermedijara se uklanja bromovodonikom, te se formira dobutamin.

## Spoljašnje veze
|  | Molimo Vas, obratite pažnju na važno upozorenje u vezi sa temama iz oblasti medicine (zdravlja). |